# Puchar Świata w Piłce Ręcznej Mężczyzn 1974
2. Puchar Świata w Piłce Ręcznej Mężczyzn – międzynarodowy turniej w piłce ręcznej mężczyzn, który odbył się w Szwecji od 21 do 26 listopada 1974 roku. Do rywalizacji przystąpiło 8 drużyn, a poprzednio zdobytego pucharu broniła reprezentacja Jugosławii, która obroniła trofeum, pokonując w finale rozgrywek reprezentację Polski.
Zawody rozegrano w dziewięciu halach – w Uppsali, Västerås, Örebro, Borås, Malmö, Ludvice, Eskilstuni, Motali oraz Göteborgu.

## System rozgrywek
Drużyny zostały podzielone na dwie grupy. W fazie grupowej rozgrywki toczyły się systemem kołowym. W zależności od zajętego miejsca w grupach, zespoły grały następnie o 1 (zwycięzcy grup), 3 (zdobywcy drugiego miejsca w grupach), 5 (zdobywcy trzeciego miejsca w grupach) oraz 7 miejsce (zdobywcy czwartego miejsca w grupach). 

## Uczestnicy
W turnieju udział wzięły reprezentacje Jugosławii, NRD, Czechosłowacji, Szwecji, Polski, ZSRR, Węgier oraz Rumunii.

## Grupy
Rozgrywki podzielono na dwie grupy, po cztery drużyny narodowe w każdej. Bezpośrednio po losowaniu grup została ustalona kolejność spotkań w poszczególnych grupach.
| Grupa A        |
| -------------- |
| Jugosławia     |
| NRD            |
| Czechosłowacja |
| Szwecja        |

| Grupa B |
| ------- |
| Polska  |
| ZSRR    |
| Węgry   |
| Rumunia |

## Faza grupowa
Opracowano na podstawie materiału źródłowego.

### Grupa A
| Lp. | Drużyna        | M | Mecze | Mecze | Mecze | Bramki | Bramki | Bramki | Pkt |
| Lp. | Drużyna        | M | W     | R     | P     | +      | −      | +/−    | Pkt |
| --- | -------------- | - | ----- | ----- | ----- | ------ | ------ | ------ | --- |
| 1.  | Jugosławia     | 3 | 3     | 0     | 0     | 60     | 54     | +6     | 6   |
| 2.  | NRD            | 3 | 2     | 0     | 1     | 53     | 46     | +7     | 4   |
| 3.  | Czechosłowacja | 3 | 1     | 0     | 2     | 50     | 56     | −6     | 2   |
| 4.  | Szwecja        | 3 | 0     | 0     | 3     | 45     | 52     | −7     | 0   |

#### Wyniki
| 22 listopada 1974 | Jugosławia | 23:22(14:12) | Czechosłowacja | Motala, Szwecja |
| 22 listopada 1974 |            | 23:22(14:12) |                | Motala, Szwecja |

| 22 listopada 1974 | NRD | 18:15(10:6) | Szwecja | Eskilstuna, Szwecja |
| 22 listopada 1974 |     | 18:15(10:6) |         | Eskilstuna, Szwecja |

| 23 listopada 1974 | Jugosławia | 18:15 | Szwecja |  |
| 23 listopada 1974 |            | 18:15 |         |  |

| 23 listopada 1974 | NRD | 18:12(9:4) | Czechosłowacja |  |
| 23 listopada 1974 |     | 18:12(9:4) |                |  |

| 24 listopada 1974 | Jugosławia | 19:17 | NRD |  |
| 24 listopada 1974 |            | 19:17 |     |  |

| 24 listopada 1974 | Czechosłowacja | 16:15(11:6) | Szwecja | Malmö, Szwecja |
| 24 listopada 1974 |                | 16:15(11:6) |         | Malmö, Szwecja |

### Grupa B
| Lp. | Drużyna | M | Mecze | Mecze | Mecze | Bramki | Bramki | Bramki | Pkt |
| Lp. | Drużyna | M | W     | R     | P     | +      | −      | +/−    | Pkt |
| --- | ------- | - | ----- | ----- | ----- | ------ | ------ | ------ | --- |
| 1.  | Polska  | 3 | 2     | 0     | 1     | 58     | 46     | +12    | 4   |
| 2.  | ZSRR    | 3 | 2     | 0     | 1     | 62     | 60     | +2     | 4   |
| 3.  | Rumunia | 3 | 1     | 1     | 1     | 49     | 49     | 0      | 3   |
| 4.  | Węgry   | 3 | 0     | 1     | 2     | 43     | 47     | −4     | 1   |

#### Wyniki
| 22 listopada 1974 | Polska | 24:16(8:6) | ZSRR | Ludvika, Szwecja |
| 22 listopada 1974 |        | 24:16(8:6) |      | Ludvika, Szwecja |

| 22 listopada 1974 | Rumunia | 13:13(5:7) | Węgry | Uppsala, Szwecja |
| 22 listopada 1974 |         | 13:13(5:7) |       | Uppsala, Szwecja |

| 23 listopada 1974 | Polska | 16:11(11:5) | Węgry | Västerås, Szwecja |
| 23 listopada 1974 |        | 16:11(11:5) |       | Västerås, Szwecja |

| 23 listopada 1974 | ZSRR | 18:17 | Rumunia |  |
| 23 listopada 1974 |      | 18:17 |         |  |

| 24 listopada 1974 | Rumunia | 19:18(11:8) | Polska | Borås, Szwecja |
| 24 listopada 1974 |         | 19:18(11:8) |        | Borås, Szwecja |

| 24 listopada 1974 | ZSRR | 28:19 | Węgry |  |
| 24 listopada 1974 |      | 28:19 |       |  |

## Faza finałowa
Opracowano na podstawie materiału źródłowego.

### Mecz o 7. miejsce
| 25 listopada 1974 | Węgry | 22:21 | Szwecja |  |
| 25 listopada 1974 |       | 22:21 |         |  |

### Mecz o 5. miejsce
| 25 listopada 1974 | Rumunia | 19:18(12:8) | Czechosłowacja |  |
| 25 listopada 1974 |         | 19:18(12:8) |                |  |

### Mecz o 3. miejsce
| 26 listopada 1974 | NRD | 23:19 | ZSRR |  |
| 26 listopada 1974 |     | 23:19 |      |  |

### Finał
| 26 listopada 1974 | Jugosławia | 17:16(7:7) | Polska | Göteborg, Szwecja |
| 26 listopada 1974 |            | 17:16(7:7) |        | Göteborg, Szwecja |

## Klasyfikacja końcowa
Opracowano na podstawie materiału źródłowego.
| Miejsce | Reprezentacja  |
| ------- | -------------- |
| 1.      | Jugosławia     |
| 2.      | Polska         |
| 3.      | NRD            |
| 4.      | ZSRR           |
| 5.      | Rumunia        |
| 6.      | Czechosłowacja |
| 7.      | Węgry          |
| 8.      | Szwecja        |